# Dubai World
Dubai World (in arabo دبي العالمية) è una azienda degli Emirati Arabi Uniti.

## Storia
L'azienda è stata fondata per detenere e gestire le partecipazioni nazionali e internazionali del governo di Dubai. La holding ha interesse in molti settori tra cui uno dei più importante è la gestione portuale tramite la controllata Dubai Ports World (terza impresa del mondo del settore).
A fine novembre 2009 ha comunicato di essere indebitata per 59 miliardi di dollari e di voler richiedere una moratoria di sei mesi ai creditori, necessaria per evitare il default della società stessa. La notizia ha creato ingenti perdite in tutte le borse mondiali, specialmente quelle europee, dove molti istituti bancari sono forti creditori della società araba.
Il 30 novembre 2009 il governo di Dubai ha dichiarato che non garantirà il debito della Dubai World